# Emil Komel
Emil Komel (Gorizia, 14 febbraio 1875 – Gorizia, 14 agosto 1960) è stato un compositore sloveno.

## Biografia
Nacque a Gorizia nel 1875, ultimo di nove figli e trascorse l'infanzia nel castello di Podrje. Proseguì gli studi a Gorizia, dove si iscrisse, prima, al ginnasio e, poi, alla scuola reale. Il padre gli impartì le prime nozioni musicali e studiò pianoforte con il professor Gastejger e armonia e contrappunto con il maestro Fajgelj.
Per seguire la volontà paterna si iscrisse ad agronomia alla Scuola agraria di Klosterneuburg, nei pressi di Vienna, ma contemporaneamente decise di iscriversi al conservatorio della capitale dell'impero, dove si diplomò in composizione nel 1895. Tornato a Gorizia ottenne dalla giunta provinciale una borsa di studio per l'Accademia di Santa Cecilia a Roma, dove si diplomò in canto corale gregoriano, nel 1901, sotto la guida del Santi; nel periodo romano conobbe Lorenzo Perosi, suo compagno di studi, e Pietro Mascagni, dai quali sarà notevolmente influenzato.
Nel 1902 fece nuovamente ritorno a Gorizia e divenne insegnante di pianoforte, armonia e canto corale presso la società di canto e musica "Pevsko in glasbeno drustvo", di lingua slovena. Nel 1930 l'arcivescovo di Gorizia, Francesco Borgia Sedej, lo nominò collaudatore d'organi. Diresse diversi cori cittadini, tra i quali il coro della cattedrale e della chiesa di San Rocco in Gorizia) e fu organista titolare della chiesa di Sant'Ignazio e di quella di borgo Piazzutta. Si dedicò inoltre al lavoro compositivo: nel 1901 uscirono i Preludi fugati, pubblicati per la rivista Novi Akordi, nel 1937 i "50 preludi", e nel 1940 la sua suite sinfonica Visita a Vinko Vodopivec. Il suo corpus musicale conta 244 pezzi dei quali oltre 160 dedicati alla musica vocale.
Muore a Gorizia il 14 agosto 1960 dopo una breve malattia.